# 皮娅-索菲·奥尔德哈费尔
皮娅-索菲·奥尔德哈费尔（德語：Pia-Sophie Oldhafer，1992年7月1日—），德国女子曲棍球运动员。她曾代表德国国家队参加2016年夏季奥林匹克运动会曲棍球比赛，获得一枚铜牌。